# Gilbert od Genta
Gilbert od Genta (Gilbert de Gant; o. 1040. – 1095.) bio je sin Rudolfa, lorda Aalsta kraj Genta i Gizele od Luksemburga, koja je bila šogorica Balduina IV., grofa Flandrije. Gilbert je bio rođak Matilde Flandrijske, žene Vilima I. Osvajača te je imao dvojicu braće, Balduina i Rudolfa. Spomenut je u Knjizi Sudnjeg dana jer su mu bili dani mnogi naslovi i posjedi.
Bio je zapovjednik kad je York zapaljen 19. rujna 1069. Umro je oko 1095. te je pokopan u opatiji Bardney. Njegova supruga je bila Alisa de Montford sur Risle, koju je Gilbert oženio oko 1071. te su imali djecu, uključujući Waltera od Genta (otac Gilberta od Genta, grofa Lincolna), Gilberta, Huga, Roberta, Rudolfa, Henrika, Emu i Agnezu.